# Dawka indywidualna
Dawka indywidualna – dawka pochłonięta przez jeden organizm poddany działaniu promieniowania jonizującego w określonym czasie. Podstawowa dawka mierzona w ochronie radiologicznej pracownika obsługującego źródła promieniowania jonizującego m.in. technika elektroradiologa. Pomiar tych dawek najczęściej odbywa się przy pomocy tzw. detektorów fotometrycznych (błon dozymetrycznych).

Przeczytaj ostrzeżenie dotyczące informacji medycznych i pokrewnych zamieszczonych w Wikipedii.